# Genboerne
Genboerne er en dansk film fra 1939, instrueret af Arne Weel og skrevet af Fleming Lynge og Svend Rindom efter J.C. Hostrups studenterkomedie. Musik af Emil Reesen.

## Medvirkende
- Carl Alstrup
- Holger Gabrielsen
- Sigurd Langberg
- Karen Marie Løwert
- Aage Schmidt
- Mogens Davidsen
- Bjarne Henning-Jensen
- Peer Guldbrandsen
- Minna Jørgensen
- Jørn Jeppesen